# Pomóż mi wstać
Pomóż mi wstać – pierwszy singel polskiego rapera Sitka, promujący album zatytułowany Wielkie Sny. Wydawnictwo, w formie digital download ukazało się 19 lipca 2014 roku nakładem wytwórni Lucky Dice Music.
Utwór wyprodukowany przez L-Pro został zarejestrowany we wrocławskim Dobre Ucho Studio we współpracy z realizatorem Mateuszem "Grrracz" Wędrowskim. Kompozycja była promowana teledyskiem, które wyreżyserowało studio OGfilms we współpracy z New Decade Media.

## Certyfikat
| Kraj   | Sprzedaż  | Certyfikat        |
| ------ | --------- | ----------------- |
| Polska | - 20 000+ | - platynowa płyta |